# Barndom
Barndom är den period i en människas liv då denna är barn. Det handlar om tiden från födseln till mellan 14 och 18 års ålder. Barn deltar i det normala samhällslivet men undantas från personligt ansvar på grund av sin ringa ålder. Detta ansvar bärs av föräldrarna och samhället gemensamt. Barndomen bör enligt västliga traditioner skyddas medicinskt, kulturellt och socialt för att möjliggöra ett barns utveckling till en självständig och ansvarsfull samhällsmedborgare. Den moderna synen på barndomen definierades till stor del av den franske filosofen Jean-Jacques Rousseau, som definierade ideologin för att särskilja barn från vuxna. 

## Barnens lek

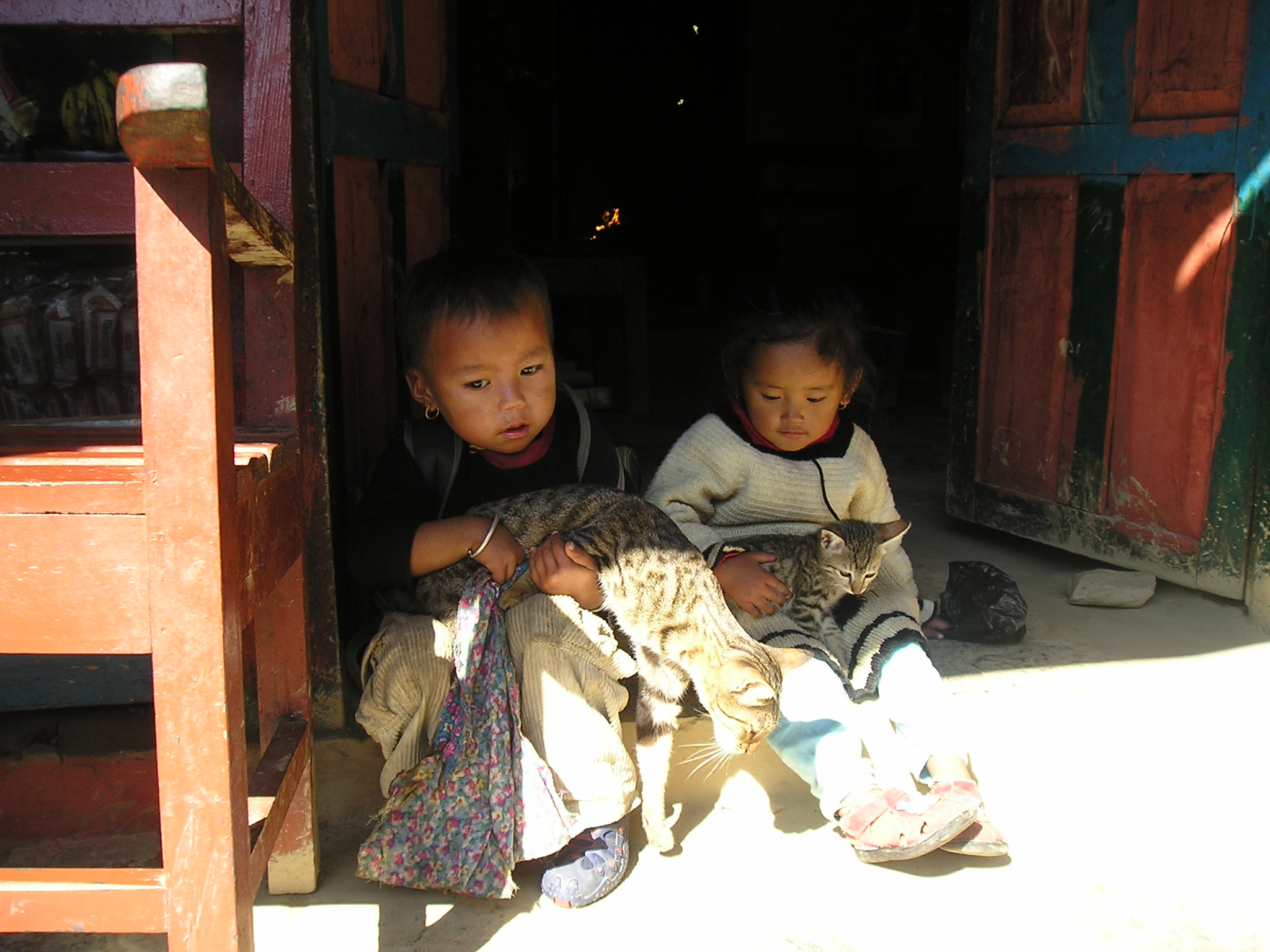
Nepalesiska barn som leker med katter.

Lek är viktigt för barnens kognitiva, fysiska, sociala och emotionella välmående.

## Forskare om barndomen
Philippe Aries undersökte framväxten av barndomen utifrån ikonografin och klädmodet hos unga människor i Frankrike. Enligt honom har begreppet barndom existerat sedan 1600-talet, även om företeelsen att ge unga människor en avskild roll funnits inom de högre klasserna sedan 1400-talet. 
Sigmund Freud menade att barndomen utgjordes av Oidipus- respektive Elektra-komplexets definition av människans sexualitet. Han lade dock ingen vikt vid företeelsens historia, utan betraktade barndomen som någonting självklart. 